# Temporada 1996-97 de los Washington Bullets
La temporada 1996-97 fue la vigesimocuarta de los Bullets dentro del área metropolitana de Washington D. C. y la trigésimo sexta en sus diferentes localizaciones. La temporada regular acabó con 44 victorias y 38 derrotas, ocupando el octavo puesto de la Conferencia Este, clasificándose para los playoffs, en los que cayeron en primera ronda ante los Chicago Bulls.
El 15 de mayo de 1997 el equipo cambió oficialmente su nombre a "Wizards" y pasó a ser conocido como "Washington Wizards" la temporada siguiente.

## Elecciones en elDraft
| Ronda | Puesto | Jugador          | Posición | Nacionalidad   | Universidad     |
| ----- | ------ | ---------------- | -------- | -------------- | --------------- |
| 2     | 55     | Ronnie Henderson |          | Estados Unidos | Louisiana State |

## Temporada regular
| División Atlántico   | División Atlántico | División Atlántico | División Atlántico | División Atlántico | División Atlántico | División Atlántico | División Atlántico | División Atlántico |
| Equipo               | G                  | P                  | %                  | PD                 | Casa               | Fuera              | Div                |                    |
| -------------------- | ------------------ | ------------------ | ------------------ | ------------------ | ------------------ | ------------------ | ------------------ | ------------------ |
| y-Miami Heat         | 61                 | 21                 | .744               | –                  | 29–12              | 32–9               | 16–8               |                    |
| x-New York Knicks    | 57                 | 25                 | .695               | 4                  | 31–10              | 26–15              | 19–6               |                    |
| x-Orlando Magic      | 45                 | 37                 | .549               | 16                 | 26–15              | 19–22              | 13–11              |                    |
| x-Washington Bullets | 44                 | 38                 | .537               | 17                 | 25–16              | 19–22              | 14–10              |                    |
| New Jersey Nets      | 26                 | 56                 | .317               | 35                 | 16–25              | 10–31              | 11–13              |                    |
| Philadelphia 76ers   | 22                 | 60                 | .268               | 39                 | 11–30              | 11–30              | 11–14              |                    |
| Boston Celtics       | 15                 | 67                 | .183               | 46                 | 11–30              | 4–37               | 1–23               |                    |

## Playoffs

### Primera ronda
Chicago Bulls  vs. Washington Bullets
| Fecha       | Partido                                   | Ciudad   |
| ----------- | ----------------------------------------- | -------- |
| 25 de abril | Chicago Bulls 98, Washington Bullets 86   | Chicago  |
| 27 de abril | Chicago Bulls 109, Washington Bullets 104 | Chicago  |
| 30 de abril | Washington Bullets 95, Chicago Bulls 96   | Landover |
|             | Chicago Bulls gana las series 3-0         |          |

## Estadísticas

### Temporada regular
| Rk | Jugador          | Edad | Pos. | P  | PT | MP   | TC  | TCI  | %TC  | T3  | T3I | %T3   | TL  | TLI | %TL  | RO  | RD  | RT   | AS  | RB  | TAP | BP  | FP  | PTS  |
| -- | ---------------- | ---- | ---- | -- | -- | ---- | --- | ---- | ---- | --- | --- | ----- | --- | --- | ---- | --- | --- | ---- | --- | --- | --- | --- | --- | ---- |
| 1  | Juwan Howard     | 23   | SF   | 82 | 82 | 40.5 | 7.8 | 16.0 | .486 | 0.0 | 0.0 | .000  | 3.6 | 4.7 | .756 | 2.5 | 5.5 | 8.0  | 3.8 | 1.1 | 0.3 | 3.0 | 3.2 | 19.1 |
| 2  | Chris Webber     | 23   | PF   | 72 | 72 | 39.0 | 8.4 | 16.2 | .518 | 0.8 | 2.1 | .397  | 2.5 | 4.3 | .565 | 3.3 | 7.0 | 10.3 | 4.6 | 1.7 | 1.9 | 3.2 | 3.6 | 20.1 |
| 3  | Rod Strickland   | 30   | PG   | 82 | 81 | 36.5 | 6.3 | 13.5 | .466 | 0.2 | 0.9 | .169  | 4.5 | 6.1 | .738 | 1.2 | 2.9 | 4.1  | 8.9 | 1.7 | 0.2 | 3.3 | 2.0 | 17.2 |
| 4  | Calbert Cheaney  | 25   | SG   | 79 | 79 | 30.5 | 4.7 | 9.2  | .505 | 0.1 | 0.4 | .133  | 1.2 | 1.7 | .693 | 0.9 | 2.5 | 3.4  | 1.4 | 1.0 | 0.2 | 1.2 | 2.9 | 10.6 |
| 5  | Gheorghe Mureșan | 25   | C    | 73 | 69 | 25.3 | 4.5 | 7.4  | .604 | 0.0 | 0.0 |       | 1.7 | 2.7 | .618 | 1.9 | 4.7 | 6.6  | 0.4 | 0.6 | 1.3 | 1.6 | 3.2 | 10.6 |
| 6  | Tracy Murray     | 25   | SF   | 82 | 1  | 22.1 | 3.5 | 8.3  | .425 | 1.3 | 3.7 | .353  | 1.6 | 2.0 | .839 | 1.0 | 2.1 | 3.1  | 1.0 | 0.8 | 0.2 | 1.0 | 1.8 | 10.0 |
| 7  | Harvey Grant     | 31   | PF   | 78 | 25 | 20.6 | 1.7 | 4.0  | .411 | 0.4 | 1.1 | .315  | 0.4 | 0.5 | .769 | 0.8 | 2.5 | 3.3  | 0.9 | 0.6 | 0.6 | 0.4 | 2.1 | 4.1  |
| 8  | Jaren Jackson    | 29   | SG   | 75 | 0  | 15.1 | 1.8 | 4.4  | .407 | 0.7 | 2.1 | .335  | 0.7 | 0.9 | .768 | 0.4 | 1.3 | 1.8  | 0.9 | 0.6 | 0.2 | 0.8 | 1.7 | 5.0  |
| 9  | Lorenzo Williams | 27   | C    | 19 | 0  | 13.9 | 1.1 | 1.6  | .645 | 0.0 | 0.0 |       | 0.3 | 0.4 | .714 | 1.5 | 2.2 | 3.6  | 0.2 | 0.3 | 0.4 | 0.9 | 2.6 | 2.4  |
| 10 | Chris Whitney    | 25   | PG   | 82 | 1  | 13.6 | 1.7 | 4.0  | .421 | 0.7 | 2.0 | .356  | 1.1 | 1.4 | .832 | 0.2 | 1.1 | 1.3  | 2.2 | 0.6 | 0.0 | 0.8 | 1.2 | 5.2  |
| 11 | Tim Legler       | 30   | SG   | 15 | 0  | 12.1 | 1.0 | 3.2  | .313 | 0.5 | 1.9 | .276  | 0.4 | 0.5 | .857 | 0.0 | 1.4 | 1.4  | 0.5 | 0.2 | 0.3 | 0.6 | 1.4 | 2.9  |
| 12 | Gaylon Nickerson | 27   | SG   | 1  | 0  | 6.0  | 1.0 | 3.0  | .333 | 0.0 | 1.0 | .000  | 0.0 | 0.0 |      | 0.0 | 1.0 | 1.0  | 0.0 | 1.0 | 0.0 | 1.0 | 0.0 | 2.0  |
| 13 | Ben Wallace      | 22   | PF   | 34 | 0  | 5.8  | 0.5 | 1.4  | .348 | 0.0 | 0.0 |       | 0.2 | 0.6 | .300 | 0.7 | 1.0 | 1.7  | 0.1 | 0.2 | 0.3 | 0.5 | 0.8 | 1.1  |
| 14 | Ashraf Amaya     | 25   | PF   | 31 | 0  | 4.6  | 0.4 | 1.3  | .300 | 0.0 | 0.0 | 1.000 | 0.5 | 0.9 | .536 | 0.6 | 1.1 | 1.7  | 0.1 | 0.2 | 0.1 | 0.3 | 0.9 | 1.3  |
| 15 | Matt Fish        | 27   | C    | 5  | 0  | 1.4  | 0.2 | 0.6  | .333 | 0.0 | 0.0 |       | 0.0 | 0.0 |      | 0.2 | 0.8 | 1.0  | 0.0 | 0.0 | 0.0 | 0.4 | 0.4 | 0.4  |